# Berliner Platz (Würzburg)

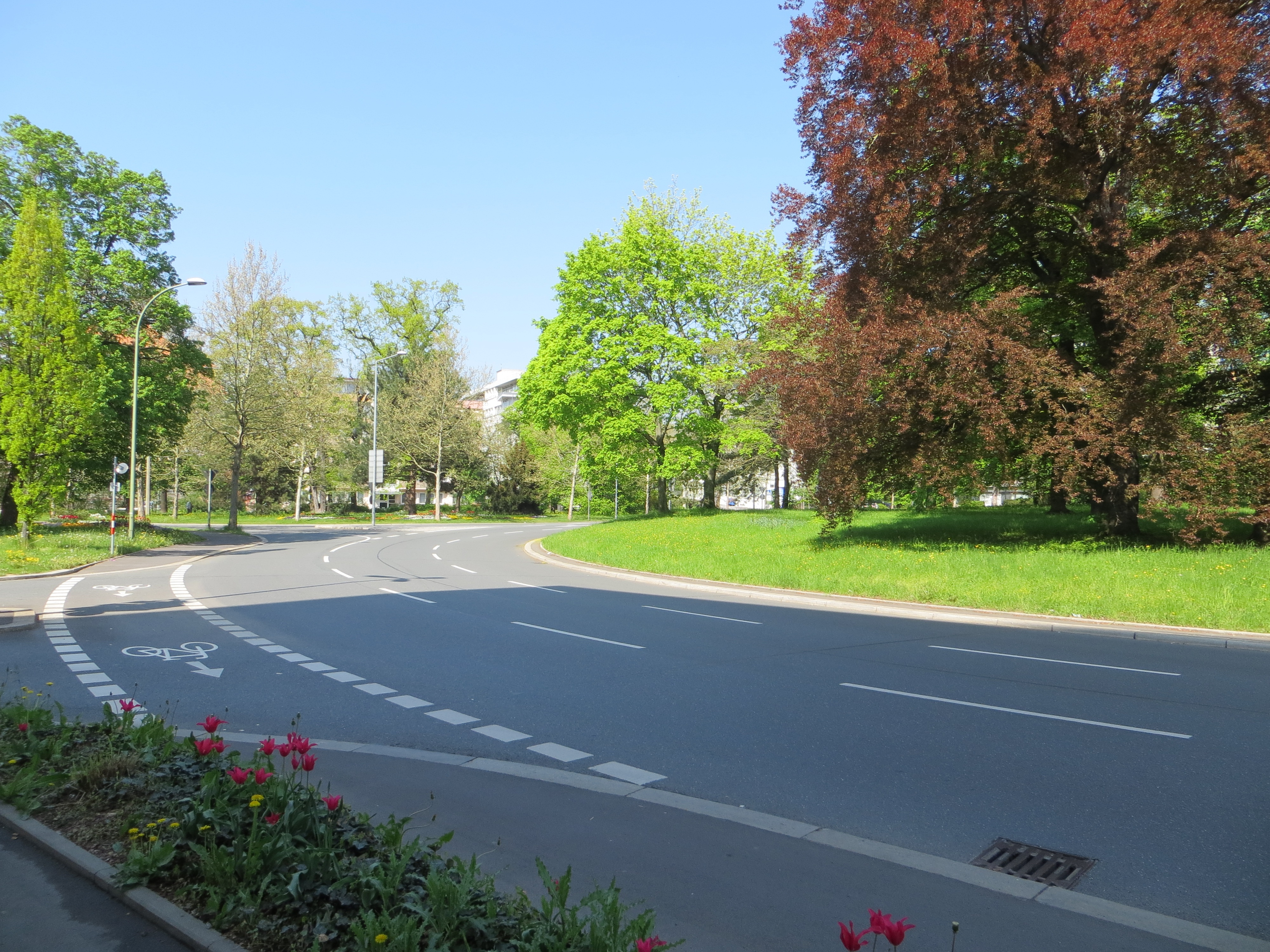
Der Berliner Ring: ein dreispuriger Kreisverkehr, teilweise mit vierter Radspur

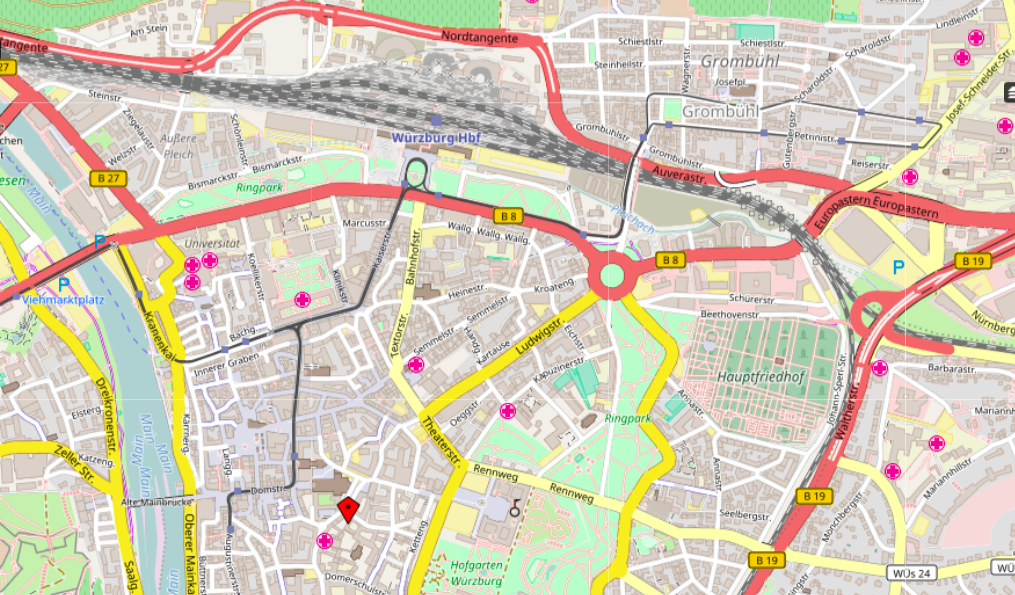
Lage des Berliner Platzes in Würzburg (deutlich erkennbar ist der Kreisverkehr im Zentrum der Karte)

Der Berliner Platz ist ein zentraler Platz und Verkehrsknoten in der unterfränkischen Bezirkshauptstadt Würzburg. Bekannt ist er überregional insbesondere durch seinen seit April 1960 für den Verkehr freigegebenen großen dreispurigen Kreisverkehr. Er wird daher im allgemeinen Sprachgebrauch oft auch als Berliner Ring bezeichnet.

## Lage und Verkehrssituation
Der Berliner Platz befindet sich im Stadtbezirk Altstadt an der Bundesstraße 8 (Haugerring von Westen kommend, Schweinfurter Straße im Osten anschließend). Der dreispurige Kreisverkehr verknüpft neben den bereits erwähnten Straßenzügen außerdem die Martin-Luther-Straße, den Rennweger Ring, die Ludwigstraße, die Kroatengasse und die Grombühlbrücke. Mit seinen drei Fahrspuren und zusätzlichen Radfahrspuren ist der Knotenpunkt einer der zentralen Verkehrswege in Würzburg und daher entsprechend unfallträchtig. Zum Berliner Platz gehört außerdem eine tangentiale Umfahrung aus Grombühl direkt in den Haugerring, deren Verlauf auch die Straßenbahn folgt. Im Bereich des Platzes mündet außerdem die Prymstraße in den Haugerring.
Der Platz selbst gehört zum Würzburger Ringpark, wobei die große Mittelinsel offiziell nicht betreten werden kann. In der Grünanlage befindet sich ein Stück Berliner Mauer und ein Meilenstein, der die Entfernung (493 km) nach Berlin anzeigt.
Umfahren werden kann der Berliner Platz über die Nordtangente, die in manchen Karten auch als B8 eingezeichnet ist.

## Geschichte
Im Mittelalter lag die Gegend um den Berliner Platz nicht innerhalb der Stadtmauern, sondern gehörte zum Benediktinerinnenkloster St. Afra. Nach dem Dreißigjährigen Krieg wurde die Stadt neu befestigt und das Kloster abgebrochen. Im 19. Jahrhundert wurde der Ringpark angelegt und es entstand die bis zur Entstehung des Kreisverkehrs herrschende Verkehrsführung. Da die Verkehrssituation für den mehrspurigen Ausbau der wichtigen Verkehrsader Schweinfurter Straße – Haugerring angepasst werden musste, baute man von 1959 bis 1965 den neuen Kreisverkehr und nannte den Platz Berliner Platz, um im Angesicht der deutschen Teilung und dem Bau der Berliner Mauer an die ehemalige Hauptstadt Berlin zu erinnern. Dafür wurde am 17. Juni 1961 auch der Meilenstein aufgestellt.

Nach der Deutschen Einheit wollte man eine Namensänderung in „Platz der Deutschen Einheit“ vornehmen, was aber keine Mehrheit fand.

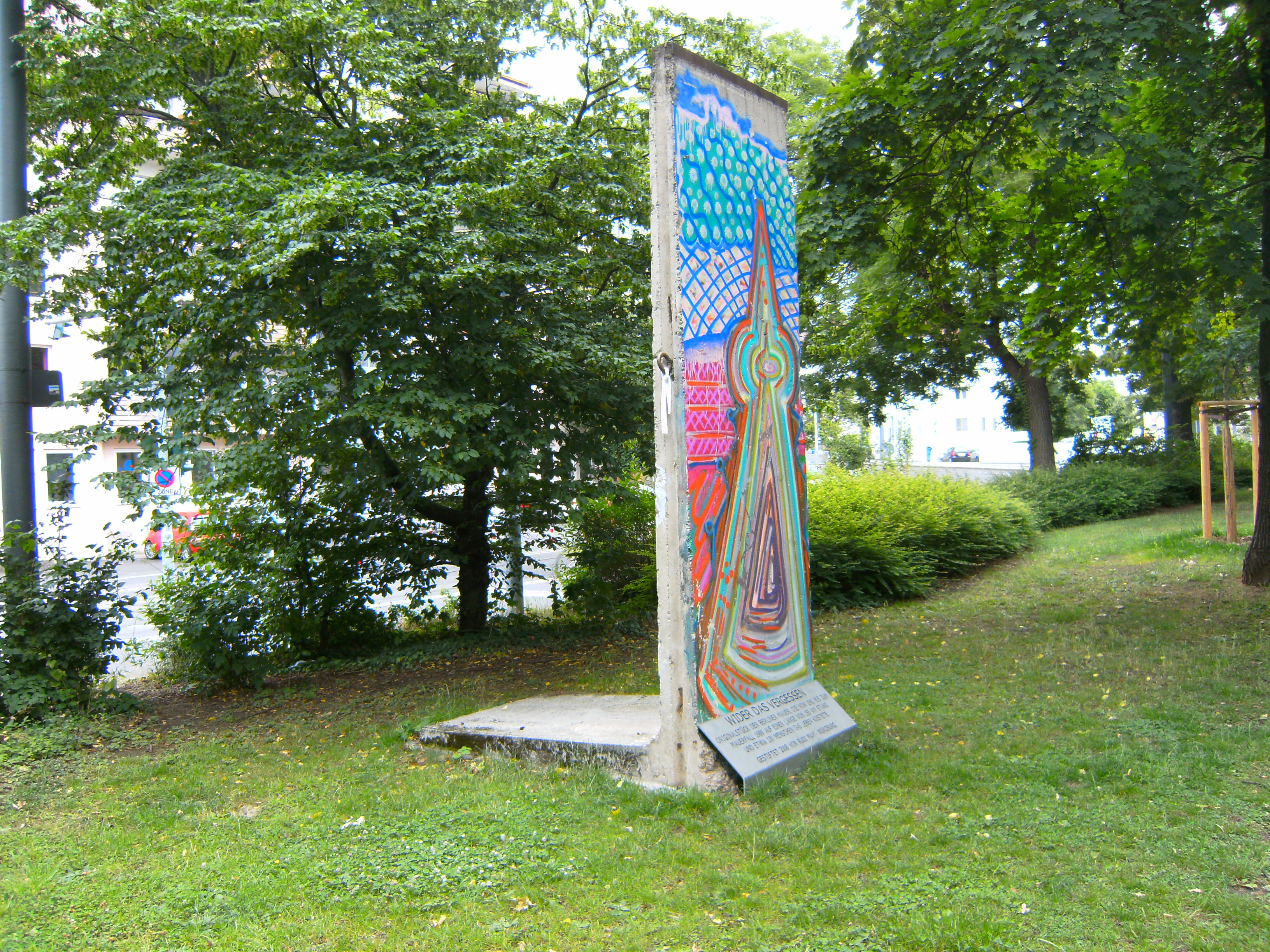
Stück der Berliner Mauer
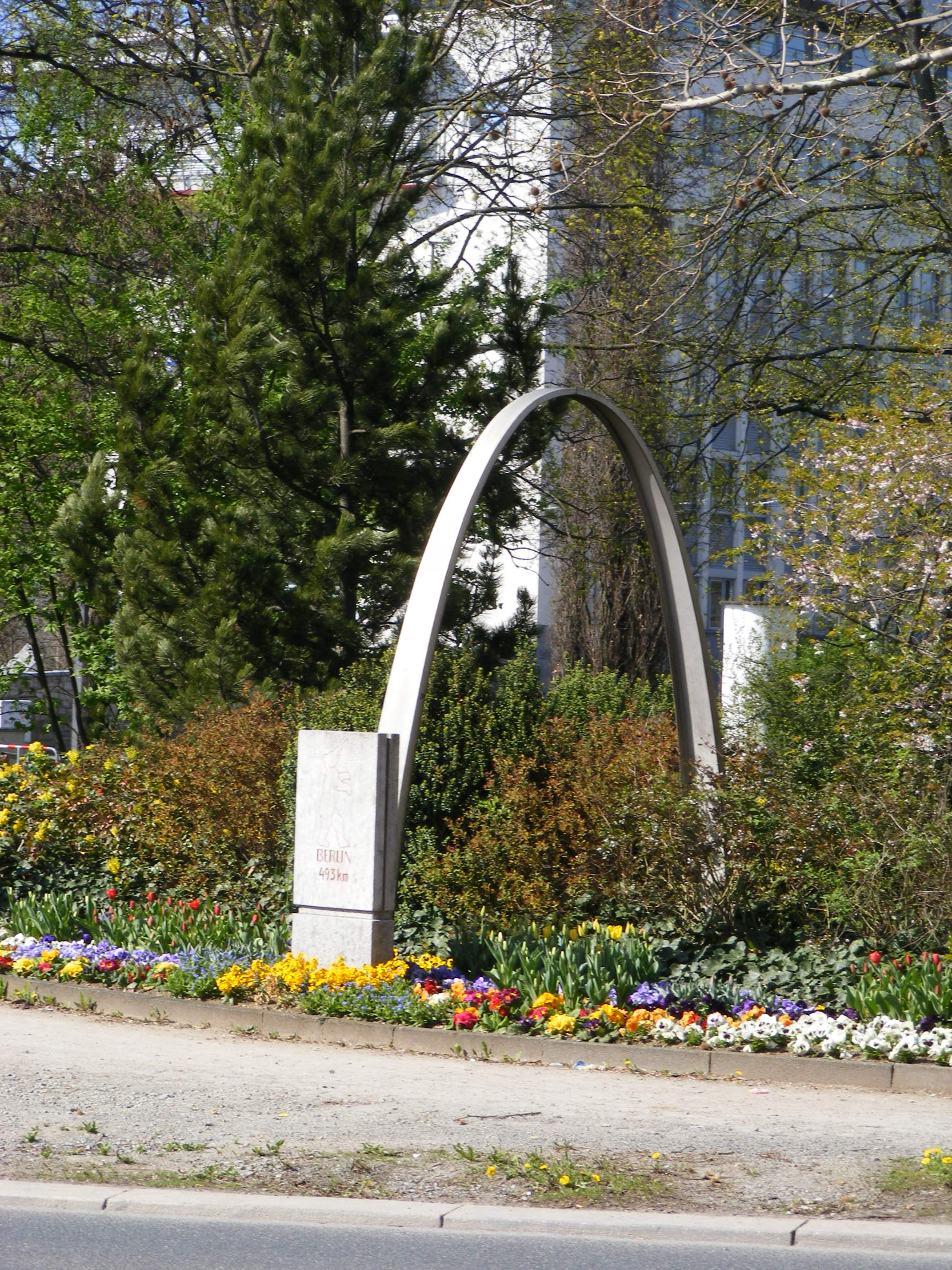
Meilenstein: 493 km nach Berlin
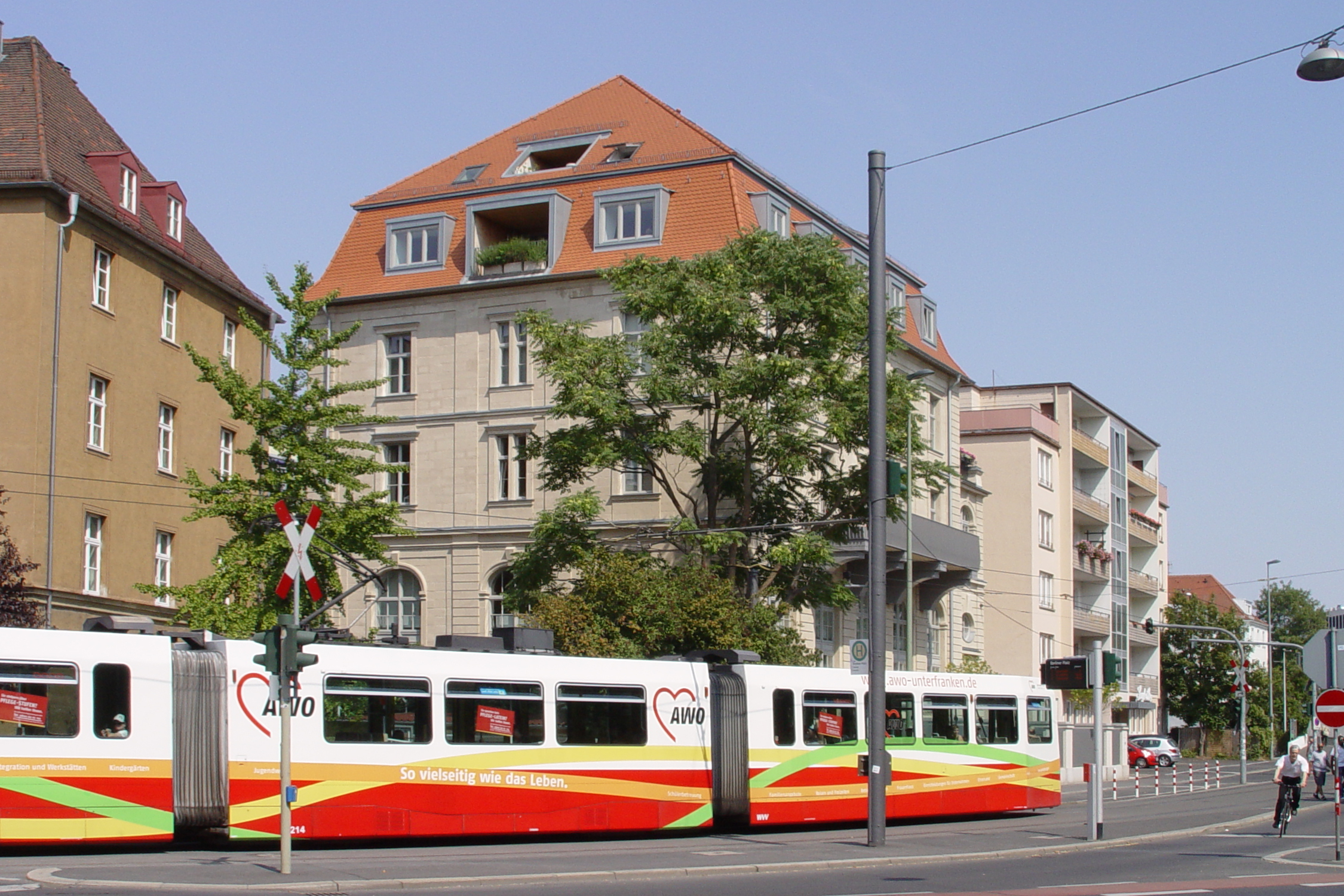
Straßenbahn am Berliner Platz
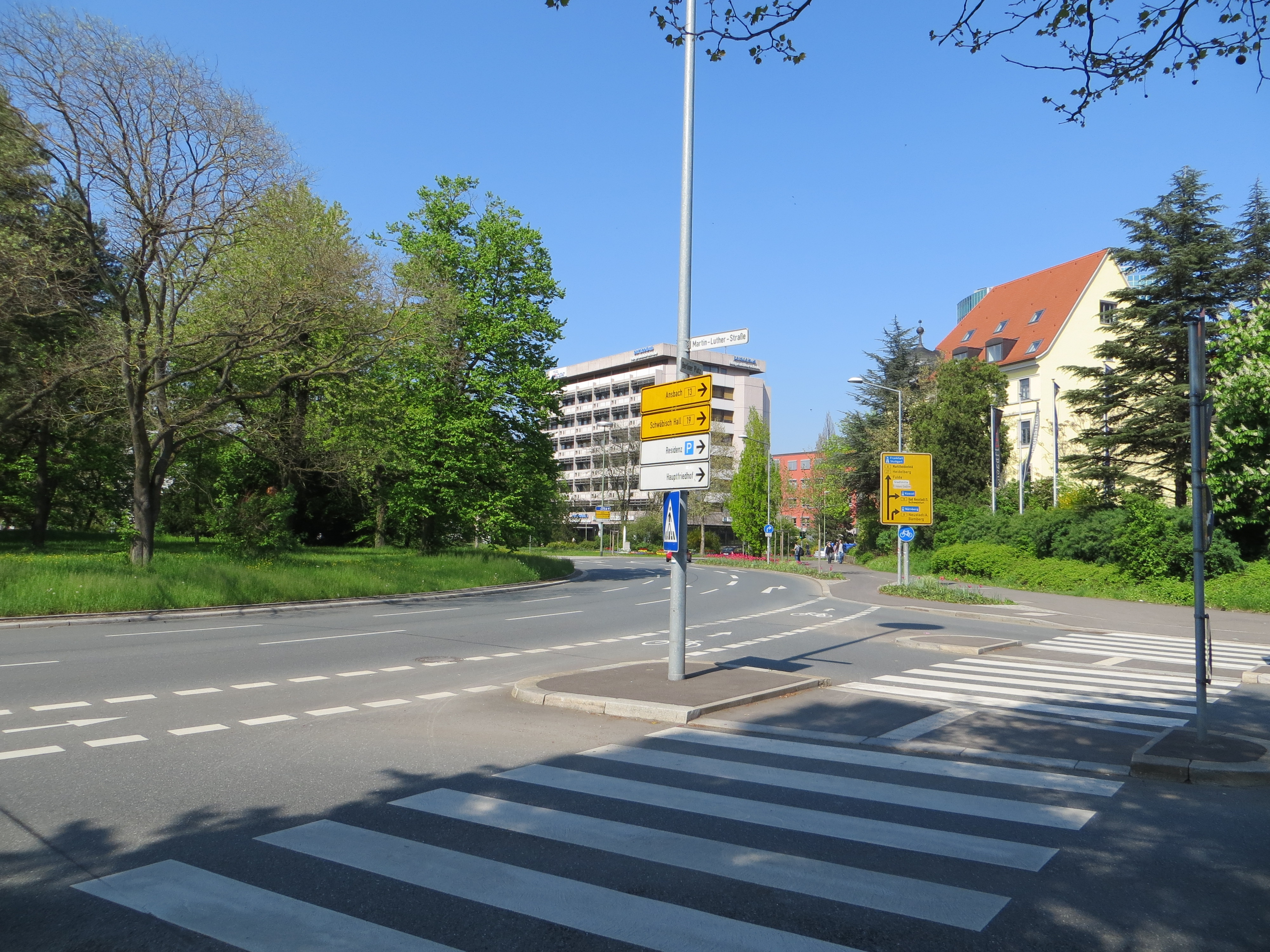
Teil des Kreisverkehrs